# 三里塚鬥爭
三里塚鬥爭（日语：／ sanriduka tōsō */?）是指日本千葉縣成田市三里塚的當地农民、居民、左派团体與日本政府之間發生的衝突與抗爭。这场衝突的起因，是日本政府在没有得到大多数三里塚居民同意的情况下就决定在此興建成田国际机场，由于事发地位于成田市且是为反对成田机场的建设，也被称为成田斗争。

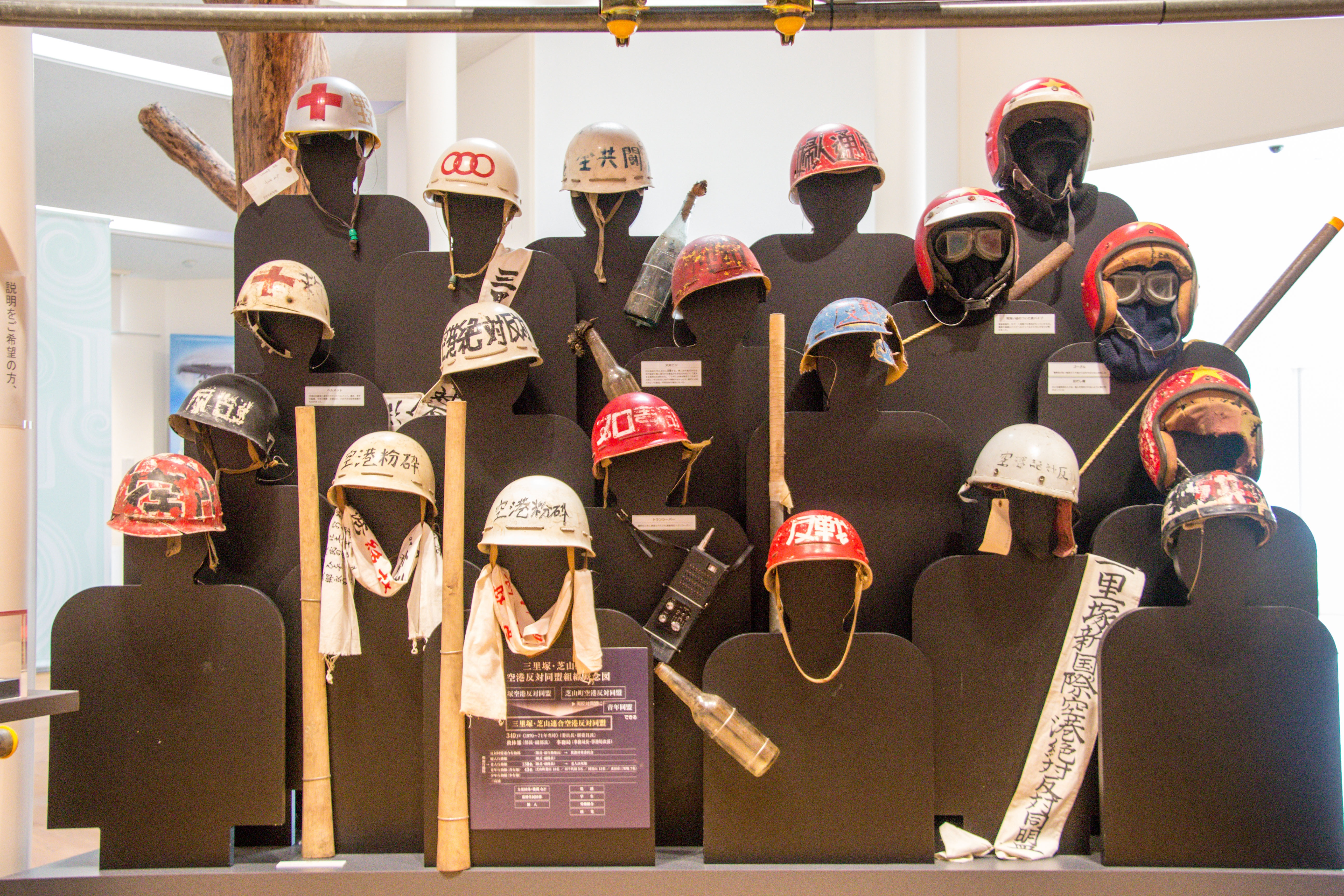
反對建設機場的抗議者使用之武器和裝備（展示於空與大地之歷史館（成田空港 空と大地の歴史館））

这场斗争由反对建造成田國際機場的三里塚芝山聯合空港反對同盟领导，该联盟是在日本反对党日本共产党和日本社会党的领导下成立。衝突期間，三里塚芝山聯合空港反對同盟动员了17,500名民众參加集会，而数以千计的防暴警察也多次捲入其中。三里塚鬥爭导致机场推遲啟用，並且衝突雙方均有人死傷。抗爭者與日本政府之間的衝突雖在1990年代後逐漸趨緩，但並未告終。

## 另見
- 成田機場問題
- 隅谷調查團
- 東峰十字路事件

### 引用
1. ↑  陈, 多友; 李, 星. . 澎湃新闻. 2019-03-14  [2021-07-08]. （原始内容存档于2021-07-09）. 它是以反对成田国际机场建设为目的的系列性反体制斗争，史上也被称为成田斗争。
2. ↑  . 三里塚芝山聯合空港反對同盟.   [2018-12-09]. （原始内容存档于2020-10-29） （日语）.

### 文献
- 朝日期刊编辑部 (编). . 东京: 三一书房. 1970-05. ISBN 9784380700088.
- 航空政策研究会 (编). . 1973-08. OCLC 834905355.